# Lamprempis columbi
Lamprempis columbi är en tvåvingeart som beskrevs av Ignaz Rudolph Schiner 1868. Lamprempis columbi ingår i släktet Lamprempis och familjen dansflugor.
Artens utbredningsområde är Colombia. Inga underarter finns listade i Catalogue of Life.